# Age of Chivalry
 (juillet 2014).
Pour les articles homonymes, voir AOC (homonymie).
Age of Chivalry (AOC) est un jeu vidéo multijoueur, créé par une modification  du moteur de jeu Source engine. C'est un jeu de combat en vision subjective dans un univers médiéval.

## Système de jeu
Les joueurs sont répartis en deux équipes, les Chevaliers d'Agatha ou l'Ordre Mason (Agatha Knights ou Mason order). Chaque joueur choisit une classe et une sous-classe, chacune ayant ses spécificités.
Suivant la partie, chaque équipe a des objectifs spécifiques à accomplir. Le plus souvent, une équipe doit attaquer et prendre une place forte alors que l'autre équipe doit la défendre. La partie se termine lorsqu'une équipe a atteint son objectif, ou lorsque le temps est écoulé. Il existe également des cartes sans scénario, ou l'unique but est de combattre l'autre équipe.
Le système de combat est directement dérivé du FPS. Les armes ont toutes des caractéristiques différentes, en puissance, rapidité et portée. Les dégâts varient selon la partie du corps où le coup est porté. Pour chaque arme de mêlée, trois attaques sont possibles, par le haut ou par le côté, ou un coup d'estoc. Il est également possible d'effectuer une parade à l'aide de son arme ou de son bouclier.
Attaquer, parer, sauter et sprinter utilise la réserve de « stamina », soit l'énergie du personnage. Lorsque la réserve est épuisée, le personnage est trop fatigué pour effectuer les actions sus-nommées.

## Classes et sous-classes
Les deux équipes ont des classes et sous-classes comparables, la seule différence étant l'aspect physique.

### Classes
Les chevaliers sont puissants, bien protégés, mais plutôt lents.
Les fantassins sont rapides mais peu protégés.
Les archers ne portent pas d'armure mais peuvent attaquer à distance.

### Sous-classes

#### Chevaliers
Chevalier avec espadon, possède également un écu, une dague et des couteaux de lancer.
Chevalier avec hache de bataille ou marteau de guerre, possède également une hachette et des haches de lancer.
Chevalier avec fléau, possède également un écu, un espadon une dague et des couteaux de lancer.

#### Fantassins
Fantassin avec épée longue, possède également un bouclier, une épée bâtarde et un pot de feu grégeois
Fantassin avec massue à brides ou morgenstern, possède également un bouclier et un pot de feu grégeois
Fantassin avec hallebarde, possède également une épée courte, une hachette et un pot de feu grégeois

#### Archers
Archer, possède un arc, une épée courte et deux dagues.
Arbalétrier, possède une arbalète, une épée courte et deux dagues.
Lanceur de javelots, possède des javelots, un petit bouclier et deux dagues.

## Autre équipement
Les joueurs peuvent également utiliser d'autres objets que leur équipement. Suivant les cartes, différents engins de sièges sont disponibles pour attaquer les places fortes, notamment des catapultes, des trébuchets, des béliers et des tours de siège.
Des caisses à munitions sont disposées en plusieurs endroits des cartes, permettant de récupérer des armes à distance (flèches, carreaux, javelots, feu grégeois, haches et couteaux)

## Suites
Une suite, Chivalry: Medieval Warfare est sortie le 16 octobre 2012 puis une autre Chivalry 2 sortit en 2021.